# Referendo presidencial no Iraque em 2002
Um referendo presidencial ocorreu no Iraque em 16 de outubro de 2002. Foi a segunda eleição presidencial sob o regime de Saddam Hussein (a primeira ocorreu em 1995). De acordo com estatísticas oficiais, a participação foi de 100%, com todos os 11.445.638 iraquianos registrados para votar tendo votado "sim" em um referendo para apoiar mais um mandato de sete anos para o presidente Saddam Hussein, que teria terminado legalmente em 2009.

## Resultados
| Alternativa                           | Alternativa                           | Votos      | %      |
| ------------------------------------- | ------------------------------------- | ---------- | ------ |
| A favor                               | A favor                               | 11 445 638 | 100,00 |
| Contra                                | Contra                                | 0          | 0,00   |
| Total                                 | Total                                 | 11 445 638 | 100,00 |
|                                       |                                       |            |        |
| Votos válidos                         | Votos válidos                         | 11 445 638 | 100,00 |
| Votos inválidos ou em branco          | Votos inválidos ou em branco          | 0          | 0,00   |
| Total de votos                        | Total de votos                        | 11 445 638 | 100,00 |
| Eleitores registados e comparecimento | Eleitores registados e comparecimento | 11 445 638 | 100,00 |